# Belgium az 1952. évi nyári olimpiai játékokon
Belgium a finnországi Helsinkiben megrendezett 1952. évi nyári olimpiai játékok egyik részt vevő nemzete volt. Az országot az olimpián 16 sportágban 135 sportoló képviselte, akik összesen 4 érmet szereztek.

## Érmesek
| Érem  | Versenyző                                                   | Sportág      | Versenyszám              |
| ----- | ----------------------------------------------------------- | ------------ | ------------------------ |
| Arany | André Noyelle                                               | Kerékpározás | Egyéni                   |
| Arany | André Noyelle Robert Grondelaers Lucien Victor Rik Van Looy | Kerékpározás | Csapat                   |
| Ezüst | Michel Knuysen Bob Baetens                                  | Evezés       | Kormányos nélküli kettes |
| Ezüst | Robert Grondelaers                                          | Kerékpározás | Egyéni                   |

## Atlétika
Férfi
| Versenyző                                                       | Versenyszám     | Előfutam | Előfutam | Előfutam | Negyeddöntő | Negyeddöntő | Negyeddöntő | Elődöntő | Elődöntő | Elődöntő | Döntő         | Döntő         |
| Versenyző                                                       | Versenyszám     | Idő      | Hely.    | Össz.    | Idő         | Hely.       | Össz.       | Idő      | Hely.    | Össz.    | Idő           | Helyezés      |
| --------------------------------------------------------------- | --------------- | -------- | -------- | -------- | ----------- | ----------- | ----------- | -------- | -------- | -------- | ------------- | ------------- |
| Fernand Linssen                                                 | 200 m           | 22,37    | 3.       | 32.      | kiesett     | kiesett     | kiesett     | kiesett  | kiesett  | kiesett  | kiesett       | kiesett       |
| Albert Lowagie                                                  | 400 m           | 50,26    | 5.       | 52.      | kiesett     | kiesett     | kiesett     | kiesett  | kiesett  | kiesett  | kiesett       | kiesett       |
| Roger Moens                                                     | 400 m           | 48,71    | 3.       | 21.      | kiesett     | kiesett     | kiesett     | kiesett  | kiesett  | kiesett  | kiesett       | kiesett       |
| Antoine Uytterhoeven                                            | 400 m           | 50,21    | 5.       | 51.      | kiesett     | kiesett     | kiesett     | kiesett  | kiesett  | kiesett  | kiesett       | kiesett       |
| Lucien Demuynck                                                 | 800 m           | 1:57,4   | 6.       | 42.      |             |             |             | kiesett  | kiesett  | kiesett  | kiesett       | kiesett       |
| Louis Desmet                                                    | 800 m           | 1:52,9   | 4.       | 12.*     |             |             |             | kiesett  | kiesett  | kiesett  | kiesett       | kiesett       |
| Oscar Soetewey                                                  | 800 m           | 1:55,4   | 4.       | 32.      |             |             |             | kiesett  | kiesett  | kiesett  | kiesett       | kiesett       |
| Frans Herman                                                    | 1500 m          | 3:56,37  | 2.       | 27.      |             |             |             | 3:54,04  | 9.       | 21.      | kiesett       | kiesett       |
| Daniel Janssens                                                 | 1500 m          | 3:55,98  | 7.       | 23.      |             |             |             | kiesett  | kiesett  | kiesett  | kiesett       | kiesett       |
| Gaston Reiff                                                    | 5000 m          | 14:23,92 | 3.       | 8.       |             |             |             |          |          |          | nem ért célba | nem ért célba |
| Lucien Theys                                                    | 5000 m          | 14:21,62 | 4.       | 5.       |             |             |             |          |          |          | 14:59,0       | 14.           |
| Alphonse Vandenrydt                                             | 5000 m          | 15:51,2  | 15.      | 42.      |             |             |             |          |          |          | kiesett       | kiesett       |
| Alphonse Vandenrydt                                             | 10 000 m        |          |          |          |             |             |             |          |          |          | 33:13,4       | 29.           |
| Marcel Vandewattyne                                             | 10 000 m        |          |          |          |             |             |             |          |          |          | 31:15,8       | 22.           |
| Robert Schoonjans                                               | 3000 m akadály  | 9:30,6   | 8.       | 28.      |             |             |             |          |          |          | kiesett       | kiesett       |
| Charles Dewachtere                                              | Maraton         |          |          |          |             |             |             |          |          |          | 2:34:32,0     | 18.           |
| Jean Leblond                                                    | Maraton         |          |          |          |             |             |             |          |          |          | 2:40:37,0     | 32.           |
| Jean Simonet                                                    | Maraton         |          |          |          |             |             |             |          |          |          | 2:35:43,0     | 23.           |
| Albert Lowagie Antoine Uytterhoeven Roger Moens Fernand Linssen | 4 × 400 m váltó | 3:16,05  | 4.       | 14.      |             |             |             |          |          |          | kiesett       | kiesett       |

| Versenyző          | Versenyszám   | Selejtező | Selejtező | Döntő    | Döntő    |
| Versenyző          | Versenyszám   | Eredmény  | Helyezés  | Eredmény | Helyezés |
| ------------------ | ------------- | --------- | --------- | -------- | -------- |
| Jacques Delelienne | Magasugrás    | 187 cm    | 10.**     | 190 cm   | 9.*      |
| Walter Herssens    | Magasugrás    | 184 cm    | 30.       | kiesett  | kiesett  |
| Walter Herssens    | Hármasugrás   | 13,52 m   | 33.       | kiesett  | kiesett  |
| Raymond Kintziger  | Diszkoszvetés | 41,46 m   | 30.       | kiesett  | kiesett  |
| Henri Haest        | Kalapácsvetés | 49,08 m   | 24.       | 48,78 m  | 22.      |

* - egy másik versenyzővel azonos időt/eredményt ért el

** - kilenc másik versenyzővel azonos eredményt ért el

## Birkózás
Kötöttfogású
| Versenyző      | Versenyszám | 1. forduló                       | 2. forduló                    | 3. forduló                    | 4. forduló                 | 5. forduló        | 6. forduló        | 7. forduló        | Helyezés |
| Versenyző      | Versenyszám | Ellenfél Eredmény                | Ellenfél Eredmény             | Ellenfél Eredmény             | Ellenfél Eredmény          | Ellenfél Eredmény | Ellenfél Eredmény | Ellenfél Eredmény | Helyezés |
| -------------- | ----------- | -------------------------------- | ----------------------------- | ----------------------------- | -------------------------- | ----------------- | ----------------- | ----------------- | -------- |
| Maurice Mewis  | 52 kg       | Dumitru Pîrvulescu (ROU) · 3-0   | Josef Zeman (TCH) · 6:54      | Bengt Johansson (SWE) · 0-3   | Boris Gurevich (URS) · 0-3 | kiesett           | kiesett           | kiesett           | 7.       |
| Lucien Claes   | 62 kg       | Bartl Brötzner (AUT) · 0-3       | Rolf Ellerbrock (GER) · 0-3   | kiesett                       | kiesett                    | kiesett           | kiesett           |                   | 10.      |
| Jan Cools      | 67 kg       | Metty Scheitler (LUX) · 3-0      | Tarr Gyula (HUN) · 0-3        | Erich Schmidt (SAA) · 0-3     | kiesett                    | kiesett           | kiesett           | kiesett           | 12.      |
| Jos De Jong    | 73 kg       | Mohamed Ahmed Osman (EGY) · 1:30 | Anton Mackowiak (GER) · 3:40  | kiesett                       | kiesett                    | kiesett           | kiesett           |                   | 13.      |
| Émile Courtois | 79 kg       |                                  | Ercole Gallegati (ITA) · 6:56 | Nikolay Belov (URS) · feladta | kiesett                    | kiesett           |                   |                   | 6.       |

Szabadfogású
| Versenyző          | Versenyszám | 1. forduló                         | 2. forduló                   | 3. forduló                  | 4. forduló               | 5. forduló        | 6. forduló        | 7. forduló        | 8. forduló        | Helyezés |
| Versenyző          | Versenyszám | Ellenfél Eredmény                  | Ellenfél Eredmény            | Ellenfél Eredmény           | Ellenfél Eredmény        | Ellenfél Eredmény | Ellenfél Eredmény | Ellenfél Eredmény | Ellenfél Eredmény | Helyezés |
| ------------------ | ----------- | ---------------------------------- | ---------------------------- | --------------------------- | ------------------------ | ----------------- | ----------------- | ----------------- | ----------------- | -------- |
| Maurice Mewis      | 52 kg       | Giordano De Giorgi (ITA) · 0-3     | Georgy Sayadov (URS) · 0-3   | kiesett                     | kiesett                  | kiesett           | kiesett           |                   |                   | 11.      |
| Joseph Trimpont    | 57 kg       | Eigil Johansen (DEN) · 1-2         | kiesett                      | kiesett                     | kiesett                  | kiesett           | kiesett           | kiesett           |                   | 11.      |
| Jef Mewis          | 62 kg       | Hoffmann Géza (HUN) · 0-3          | Rolf Ellerbrock (GER) · 3-0  | Rauno Mäkinen (FIN) · 0-3   | kiesett                  | kiesett           | kiesett           | kiesett           | kiesett           | 14.      |
| Jan Cools          | 67 kg       | Mario Tovar (MEX) · 3-0            | Bjørn Larsson (NOR) · 10:30  | Olle Anderberg (SWE) · 7:17 | Tommy Evans (USA) · 9:25 | kiesett           | kiesett           | kiesett           | kiesett           | 8.       |
| Jos De Jong        | 73 kg       | Mohamed Hassan Moussa (EGY) · 7:23 | Vladislav Sekal (TCH) · 4:59 | kiesett                     | kiesett                  | kiesett           | kiesett           | kiesett           |                   | 13.      |
| Augustus Everaerts | 79 kg       | Gurics György (HUN) · 14:22        | kiesett                      | kiesett                     | kiesett                  | kiesett           | kiesett           | kiesett           |                   | 10.      |
| Auguste Baarendse  | 120 kg      | Natale Vecchi (ITA) · 0-3          | Bill Kerslake (USA) · 10:23  | kiesett                     | kiesett                  | kiesett           | kiesett           |                   |                   | 9.       |

## Evezés
| Versenyző                                                     | Versenyszám              | Előfutam | Előfutam | Vigaszág | Vigaszág | Elődöntő | Elődöntő | Vigaszág | Vigaszág | Döntő   | Döntő   |
| Versenyző                                                     | Versenyszám              | Idő      | Hely.    | Idő      | Hely.    | Típus    | Idő      | Hely.    | Típus    | Idő     | Hely.   |
| ------------------------------------------------------------- | ------------------------ | -------- | -------- | -------- | -------- | -------- | -------- | -------- | -------- | ------- | ------- |
| Henri Steenacker                                              | Egypárevezős             | 8:04,0   | 5.       | 7:43,8   | 1.       |          |          | 7:59,5   | 4.       | kiesett | kiesett |
| Robert George Jos Van Stichel                                 | Kétpárevezős             | 7:13,2   | 3.       | 7:03,2   | 1.       |          |          | 7:25,8   | 3.       | kiesett | kiesett |
| Michel Knuysen Bob Baetens                                    | Kormányos nélküli kettes | 7:48,9   | 3.       | 7:22,8   | 1.       |          |          | 7:35,0   | 1.       | 8:23,5  |         |
| Hippolyte Mattelé Eugeen Jacobs Kamiel Van Dooren             | Kormányos kettes         | 8:05,3   | 2.       |          |          | 8:11,4   | 2.       | 8:03,7   | 2.       | kiesett | kiesett |
| Charles Van Antwerpen Jos Rosa Harry Elzendoorn Florent Caers | Kormányos nélküli négyes | 6:49,8   | 5.       |          |          |          |          | 6:54,2   | 4.       | kiesett | kiesett |

## Gyeplabda
- Jean Van Leer
- Jean Dubois
- Jean-Jacques Enderle
- Jacques Vanderstappen
- Roger Goossens
- Lucien Van Weydeveld
- Pierre Bousmanne
- Harold Mechelynck
- José Delaval
- Roger Morlet
- Jacky Moucq
- Paul Toussaint
- Léo Rooman

Selejtező
| 1952. július 15. 19:30 | Belgium (BEL) | 6 – 0 | Finnország |  |
| 1952. július 15. 19:30 | (1 – 0)       |       |            |  |

Negyeddöntő
| 1952. július 17. 19:30 | Nagy-Britannia (GBR) | 1 – 0 | Belgium |  |
| 1952. július 17. 19:30 | (0 – 0)              |       |         |  |

Az 5–12. helyért
| 1952. július 22. 17:00 | Lengyelország (POL) | 1 – 0 | Belgium |  |
| 1952. július 22. 17:00 | (0 – 0)             |       |         |  |

| Csapat  | Helyezés |
| ------- | -------- |
| Belgium | 9.       |

## Kajak-kenu
Férfi
| Versenyző                                 | Versenyszám          | Előfutam | Előfutam | Előfutam | Döntő   | Döntő    |
| Versenyző                                 | Versenyszám          | Idő      | Hely.    | Össz.    | Idő     | Helyezés |
| ----------------------------------------- | -------------------- | -------- | -------- | -------- | ------- | -------- |
| Rik Verbrugghe                            | Kajak egyes 1000 m   | 4:27,7   | 1.       | 11.      | 4:25,0  | 7.       |
| Hilaire Deprez                            | Kajak egyes 10 000 m |          |          |          | 50:20,6 | 11.      |
| Frans Van Den Berghen Albert Van De Vliet | Kajak kettes 1000 m  | 3:59,2   | 4.       | 12.      | kiesett | kiesett  |

## Kerékpározás

### Országúti kerékpározás
| Versenyző                                                   | Versenyszám | Eredmény            | Helyezés      |
| ----------------------------------------------------------- | ----------- | ------------------- | ------------- |
| Robert Grondelaers                                          | Egyéni      | 5:06:51,2 (+0:47,8) |               |
| André Noyelle                                               | Egyéni      | 5:06:03,4           |               |
| Rik Van Looy                                                | Egyéni      | nem ért célba       | nem ért célba |
| Lucien Victor                                               | Egyéni      | 5:07:52,0 (+1:48,6) | 4.            |
| André Noyelle Robert Grondelaers Lucien Victor Rik Van Looy | Csapat      | 15:20:46,6          |               |

### Pálya-kerékpározás
| Versenyző                        | Versenyszám   | 1. forduló                                                     | 1. forduló | Vigaszág                                                   | Vigaszág | Vigaszág | Negyeddöntő                                  | Negyeddöntő | Vigaszág                                           | Vigaszág | Elődöntő               | Elődöntő | Vigaszág               | Vigaszág | Döntő                  | Döntő   |
| Versenyző                        | Versenyszám   | Ellenfelek Győztes idő                                         | Hely.      | Ellenfelek Győztes idő                                     | Ellenfelek Győztes idő                                                                                         | Hely.    | Ellenfelek Győztes idő                       | Hely.       | Ellenfelek Győztes idő                             | Hely.    | Ellenfelek Győztes idő | Hely.    | Ellenfelek Győztes idő | Hely.    | Ellenfelek Győztes idő | Hely.   |
| -------------------------------- | ------------- | -------------------------------------------------------------- | ---------- | ---------------------------------------------------------- | --- | -------- | -------------------------------------------- | ----------- | -------------------------------------------------- | -------- | ---------------------- | -------- | ---------------------- | -------- | ---------------------- | ------- |
| Stéphan Martens                  | Egyéni sprint | Kurt Nemetz (AUT) · Netai Bysack (IND) · 12,9                  | 1.         |                                                            | |          | Lionel Cox (AUS) · Ray Robinson (RSA) · 12,5 | 3.          | Szekeres Béla (HUN) · Antonio Giménez (ARG) · 11,8 | 3.       | kiesett                | kiesett  | kiesett                | kiesett  | kiesett                | kiesett |
| Gabriel Glorieux Pierre Gosselin | Tandem sprint | Dél-afrikai Unió (RSA) · Ray Robinson · Tommy Shardelow · 10,6 | 2.         | Finnország (FIN) · Olavi Linnonmaa · Ensio Nieminen · 11,5 | Magyarország (HUN) · Schillerwein István · Furmen Imre · Svájc (SUI) · Fredy Arber · Fritz Siegenthaler · 11,4 | 3.       | kiesett                                      | kiesett     | kiesett                                            | kiesett  | kiesett                | kiesett  | kiesett                | kiesett  | kiesett                | kiesett |

| Versenyző        | Versenyszám     | Eredmény | Helyezés |
| ---------------- | --------------- | -------- | -------- |
| Joseph De Bakker | 1000 m időfutam | 1:14,7   | 9.*      |

| Versenyző                                                  | Versenyszám          | Selejtező | Selejtező | Negyeddöntő                                                                                     | Negyeddöntő | Elődöntő     | Elődöntő  | Döntő        | Döntő     | Helyezés |
| Versenyző                                                  | Versenyszám          | Idő       | Hely.     | Ellenfél Idő                                                                                    | Saját idő   | Ellenfél Idő | Saját idő | Ellenfél Idő | Saját idő | Helyezés |
| ---------------------------------------------------------- | -------------------- | --------- | --------- | ----------------------------------------------------------------------------------------------- | ----------- | ------------ | --------- | ------------ | --------- | -------- |
| Gabriel Glorieux José Pauwels Robert Raymond Paul De Paepe | Csapat üldözőverseny | 4:54,0    | 5.        | Dél-afrikai Unió (RSA) · Tommy Shardelow · Jimmy Swift · Robert Fowler · George Estman · 4:50,6 | 4:51,7      | kiesett      | kiesett   | kiesett      | kiesett   | 5.       |

* - egy másik versenyzővel azonos időt ért el

## Kosárlabda
- Alexis Van Gils
- Désiré Ligon
- Félix Roosemont
- Henri Coosemans
- Henri Crick
- Jan Ceulemans
- Johannes Ducheyne
- Josef du Jardin
- Jef Eygel
- Jules Boes
- Julien Meuris
- Yvan Delsarte

### Eredmények
Selejtező
C csoport
| 1952. július 14. | Kuba (CUB) | 59–51 | Belgium |  |
| 1952. július 14. | (31–28)    |       |         |  |

| 1952. július 15. | Belgium (BEL) | 59–49 | Svájc |  |
| 1952. július 15. | (33–25)       |       |       |  |

| 1952. július 18. | Kuba (CUB) | 71–63 | Belgium |  |
| 1952. július 18. | (42–34)    |       |         |  |

| Csapat  | Helyezés |
| ------- | -------- |
| Belgium | 17.      |

## Ökölvívás
| Versenyző           | Versenyszám  | Selejtező                    | Nyolcaddöntő                  | Nyolcaddöntő                   | Negyeddöntő                 | Elődöntő          | Döntő             | Helyezés |
| Versenyző           | Versenyszám  | Ellenfél Eredmény            | Ellenfél Eredmény             | Ellenfél Eredmény              | Ellenfél Eredmény           | Ellenfél Eredmény | Ellenfél Eredmény | Helyezés |
| ------------------- | ------------ | ---------------------------- | ----------------------------- | ------------------------------ | --------------------------- | ----------------- | ----------------- | -------- |
| Jean Renard         | Harmatsúly   | Gennady Garbuzov (URS) · 1-2 | kiesett                       | kiesett                        | kiesett                     | kiesett           | kiesett           | 17.      |
| Marcel Van De Keere | Könnyűsúly   | Kevin Martin (IRL) · 1-2     | kiesett                       | kiesett                        | kiesett                     | kiesett           | kiesett           | 17.      |
| Jean Paternotte     | Kisváltósúly |                              | Fernand Backes (LUX) · 3-0    | Fernand Backes (LUX) · 3-0     | Erkki Mallenius (FIN) · 1-2 | kiesett           | kiesett           | 5.       |
| Pierre Wouters      | Váltósúly    | Zygmunt Chychła (POL) · 0-3  | kiesett                       | kiesett                        | kiesett                     | kiesett           | kiesett           | 17.      |
| Max Marsille        | Nehézsúly    |                              | Ahmed El-Minabawi (EGY) · 3-0 | Tomislav Krizmanić (YUG) · 0-3 | kiesett                     | kiesett           | kiesett           | 9.       |

## Öttusa
| Versenyző        | Versenyszám | Lovaglás | Lovaglás | Lovaglás | Vívás    | Vívás | Vívás | Lövészet | Lövészet | Úszás  | Úszás | Futás   | Futás | Összesen    | Összesen |
| Versenyző        | Versenyszám | Idő      | Pont     | Hely.    | Győzelem | Dupla | Hely. | Pontszám | Hely.    | Idő    | Hely. | Idő     | Hely. | Összes pont | Helyezés |
| ---------------- | ----------- | -------- | -------- | -------- | -------- | ----- | ----- | -------- | -------- | ------ | ----- | ------- | ----- | ----------- | -------- |
| Francis Plumerel | Egyéni      | 12:39,0  | 77,5     | 45.      | 24       | 8     | 20.   | 145      | 46.      | 5:55,5 | 44.   | 17:09,5 | 40.   | 195         | 45.      |

## Sportlövészet
| Versenyző         | Versenyszám           | Eredmény | Helyezés |
| ----------------- | --------------------- | -------- | -------- |
| Frans Lafortune   | Sportpuska, összetett | 1131     | 23.      |
| Frans Lafortune   | Sportpuska, fekvő     | 388      | 42.      |
| Jacques Lafortune | Sportpuska, összetett | 1131     | 24.      |
| Jacques Lafortune | Sportpuska, fekvő     | 387      | 44.      |
| Albert Fichefet   | Trap                  | 178      | 21.      |
| Gaston Van Roy    | Trap                  | 169      | 28.      |

## Súlyemelés
| Versenyző     | Versenyszám | Nyomás   | Nyomás   | Szakítás         | Szakítás         | Lökés    | Lökés    | Összesen | Helyezés |
| Versenyző     | Versenyszám | Eredmény | Helyezés | Eredmény         | Helyezés         | Eredmény | Helyezés | Összesen | Helyezés |
| ------------- | ----------- | -------- | -------- | ---------------- | ---------------- | -------- | -------- | -------- | -------- |
| Henri Colans  | 60 kg       | 80,0     | 20.*     | 85,0             | 19.*             | 115,0    | 15.**    | 280,0    | 20.      |
| Robert Allart | 90 kg       | 110,0    | 8.**     | nem állt rajthoz | nem állt rajthoz | kiesett  | kiesett  | kiesett  | kiesett  |

* - egy másik versenyzővel azonos eredményt ért el

** - két másik versenyzővel azonos eredményt ért el

## Torna
Férfi
| Versenyző         | Versenyszám      | Eredmény | Helyezés |
| ----------------- | ---------------- | -------- | -------- |
| Maurice De Groote | Talaj            | 16,30    | 129.**   |
| Maurice De Groote | Ugrás            | 12,00    | 179.     |
| Maurice De Groote | Korlát           | 8,10     | 183.     |
| Maurice De Groote | Nyújtó           | 14,10    | 157.*    |
| Maurice De Groote | Gyűrű            | 16,35    | 124.     |
| Maurice De Groote | Lólengés         | 10,25    | 176.     |
| Maurice De Groote | Egyéni összetett | 77,10    | 179.     |
| Frederik De Waele | Talaj            | 17,50    | 78.***   |
| Frederik De Waele | Ugrás            | 17,65    | 110.***  |
| Frederik De Waele | Korlát           | 16,10    | 141.     |
| Frederik De Waele | Nyújtó           | 14,35    | 155.     |
| Frederik De Waele | Gyűrű            | 16,25    | 125.*    |
| Frederik De Waele | Lólengés         | 15,35    | 121.*    |
| Frederik De Waele | Egyéni összetett | 97,20    | 126.**   |
| Jeroom Riske      | Talaj            | 16,65    | 117.*    |
| Jeroom Riske      | Ugrás            | 17,55    | 118.*    |
| Jeroom Riske      | Korlát           | 15,25    | 158.**   |
| Jeroom Riske      | Nyújtó           | 11,15    | 173.     |
| Jeroom Riske      | Gyűrű            | 13,95    | 169.     |
| Jeroom Riske      | Lólengés         | 12,80    | 158.*    |
| Jeroom Riske      | Egyéni összetett | 87,35    | 164.     |

* - egy másik versenyzővel azonos eredményt ért el

** - két másik versenyzővel azonos eredményt ért el

*** - három másik versenyzővel azonos eredményt ért el

## Úszás
Férfi
| Versenyző                                                      | Versenyszám     | Előfutam | Előfutam | Előfutam | Elődöntő | Elődöntő | Elődöntő | Döntő   | Döntő    |
| Versenyző                                                      | Versenyszám     | Idő      | Hely.    | Össz.    | Idő      | Hely.    | Össz.    | Idő     | Helyezés |
| -------------------------------------------------------------- | --------------- | -------- | -------- | -------- | -------- | -------- | -------- | ------- | -------- |
| Ludovicus Schoenmaekers                                        | 200 m mell      | 2:46,5   | 5.       | 24.      | kiesett  | kiesett  | kiesett  | kiesett | kiesett  |
| Kamiel Reynders Joseph Anthoon Marcel Anthoon Alfons Bierebeek | 4 × 200 m gyors | 9:45,5   | 5.       | 17.      |          |          |          | kiesett | kiesett  |

Női
| Versenyző                                                         | Versenyszám     | Előfutam | Előfutam | Előfutam | Elődöntő | Elődöntő | Elődöntő | Döntő   | Döntő    |
| Versenyző                                                         | Versenyszám     | Idő      | Hely.    | Össz.    | Idő      | Hely.    | Össz.    | Idő     | Helyezés |
| ----------------------------------------------------------------- | --------------- | -------- | -------- | -------- | -------- | -------- | -------- | ------- | -------- |
| Sybille Verckist                                                  | 100 m gyors     | 1:23,7   | 6.       | 34.      | kiesett  | kiesett  | kiesett  | kiesett | kiesett  |
| Sybille Verckist                                                  | 400 m gyors     | 5:40,1   | 6.       | 24.      | kiesett  | kiesett  | kiesett  | kiesett | kiesett  |
| Huguette Peeters                                                  | 400 m gyors     | 5:29,8   | 2.       | 16.      | 5:36,5   | 8.       | 15.      | kiesett | kiesett  |
| Raymonde Vergauwen                                                | 200 m mell      | 3:02,8   | 2.       | 12.      | 3:02,6   | 5.       | 11.      | kiesett | kiesett  |
| Nicole Guilini Huguette Peeters Irène Possemiers Sybille Verckist | 4 × 100 m gyors | 4:54,8   | 6.       | 11.*     |          |          |          | kiesett | kiesett  |

* - egy másik csapattal azonos időt ért el

## Vitorlázás
| Versenyző                                           | Versenyszám | Futam | Futam | Futam | Futam | Futam | Futam | Futam | Pontszám | Helyezés |
| Versenyző                                           | Versenyszám | 1     | 2     | 3     | 4     | 5     | 6     | 7     | Pontszám | Helyezés |
| --------------------------------------------------- | ----------- | ----- | ----- | ----- | ----- | ----- | ----- | ----- | -------- | -------- |
| Christian Nielsen                                   | Finn dingi  | 318   | 434   | 206   | 469   | 469   | 594   | 469   | 2753     | 18.      |
| André Deryckére Auguste Galeyn Jean De Meulemeester | Sárkányhajó | 185   | 217   | 217   | 127   | 101   | 101   | 217   | 1064     | 17.      |

## Vívás
Férfi
| Versenyző                                                                                                  | Versenyszám       | 1. forduló | 1. forduló | 2. forduló | 2. forduló | Elődöntő | Elődöntő | Döntő | Döntő   |
| Versenyző                                                                                                  | Versenyszám       | Ellenfelek Eredmény | Hely.      | Ellenfelek Eredmény | Hely.      | Ellenfelek Eredmény | Hely.    | Ellenfelek Eredmény | Hely.   |
| --- | ----------------- | --- | ---------- | --- | ---------- | --- | -------- | --- | ------- |
| Gustave Ballister                                                                                          | Tőr, egyéni       | Albie Axelrod (USA) · Kurt Lindeman (FIN) · Andrei Vîlcea (ROU) · José Rodríguez (ARG) · Edward Brooke (CAN) · Eduardo López (GUA) · 5-1 (13)                              | 1.*        | René Paul (GBR) · Christian d’Oriola (FRA) · Tilli Endre (HUN) · Yulen Uralov (URS) · Norman Casmir (GER) · Benito Ramos (MEX) · 2-4 (26)                                                     | 5.         | kiesett | kiesett  | kiesett | kiesett |
| Gustave Ballister                                                                                          | Kard, egyéni      | Boris Belyakov (URS) · Bob Anderson (GBR) · Daniel Sande (ARG) · Benito Ramos (MEX) · Alfred Eriksen (NOR) · José Ferreira (POR) · 4-2 (16)                                | 1.         | Kovács Pál (HUN) · Werner Plattner (AUT) · Adalbert Gurath (ROU) · George Worth (USA) · Lev Kuznetsov (URS) · Wojciech Zabłocki (POL) · Edgardo Pomini (ARG) · 4-3 (22)                       | 3.         | Kovács Pál (HUN) · Vincenzo Pinton (ITA) · Hubert Loisel (AUT) · Jean Levavasseur (FRA) · Jerzy Pawłowski (POL) · 2-3 (21)                                                                                           | 3.       | Kovács Pál (HUN) · Gerevich Aladár (HUN) · Berczelly Tibor (HUN) · Gastone Darè (ITA) · Werner Plattner (AUT) · Jacques Lefèvre (FRA) · Vincenzo Pinton (ITA) · Heinz Lechner (AUT) · 0-8 (40) | 9.      |
| Paul Valcke                                                                                                | Tőr, egyéni       | Yulen Uralov (URS) · Daniel Bukantz (USA) · Jerzy Pawłowski (POL) · Heikki Raitio (FIN) · Günther Knödler (SAA) · Abelardo Menéndez (CUB) · 4-2 (18)                       | 1.         | Edoardo Mangiarotti (ITA) · Mohamed Ali Riad (EGY) · Nils Rydström (SWE) · Fulvio Galimi (ARG) · Luke Wendon (GBR) · Nicolae Marinescu (ROU) · 2-3 (21)                                       | 4.**       | kiesett | kiesett  | kiesett | kiesett |
| André Verhalle                                                                                             | Tőr, egyéni       | René Paul (GBR) · Jerzy Twardokens (POL) · Fulvio Galimi (ARG) · Kurt Wahl (GER) · Maki Sinicsi (JPN) · Rubén Soberón (GUA) · 5-1 (16)                                     | 1.         | Jacques Lataste (FRA) · Palócz Endre (HUN) · Daniel Bukantz (USA) · German Bokun (URS) · Leif Klette (NOR) · Andrei Vîlcea (ROU) · 4-2 (23)                                                   | 3.         | Jéhan de Buhan (FRA) · Giancarlo Bergamini (ITA) · Tilli Endre (HUN) · Nate Lubell (USA) · Mohamed Ali Riad (EGY) · 3-2 (18)                                                                                         | 4.       | kiesett | kiesett |
| Ghislain Delaunois                                                                                         | Párbajtőr, egyéni | Ivan Lund (AUS) · René Dybker (DEN) · Johan von Koss (NOR) · Armand Mouyal (FRA) · Enrique Rettberg (ARG) · Abelardo Menéndez (CUB) · Juozas Ūdras (URS) · 4-3 (13)        | 4.         | Émile Gretsch (LUX) · Rolf Wiik (FIN) · Mogens Lüchow (DEN) · Carl Forssell (SWE) · Berzsenyi Barnabás (HUN) · Ronald Parfitt (GBR) · Adam Krajewski (POL) · 4-4 (17)                         | 5.         | kiesett | kiesett  | kiesett | kiesett |
| Robert Henrion                                                                                             | Párbajtőr, egyéni | Adam Krajewski (POL) · Antonio Haro (MEX) · Erkki Kerttula (FIN) · Sákovics József (HUN) · Alfred Eriksen (NOR) · Gustavo Gutiérrez (VEN) · Eduardo López (GUA) · 2-4 (16) | 5.**       | kiesett | kiesett    | kiesett | kiesett  | kiesett | kiesett |
| Jean-Baptiste Maquet                                                                                       | Párbajtőr, egyéni | Mogens Lüchow (DEN) · Ed Vebell (USA) · Andrzej Przeździecki (POL) · Edward Brooke (CAN) · Santiago Massini (ARG) · Zoltan Uray (ROU) · Charles Stanmore (AUS) · 5-2 (11)  | 1.*        | Dario Mangiarotti (ITA) · Sven Fahlman (SWE) · René Bougnol (FRA) · Antonio Haro (MEX) · César Pekelman (BRA) · Nicolae Marinescu (ROU) · Wojciech Rydz (POL) · Álvaro Pinto (POR) · 5-2 (11) | 3.         | Edoardo Mangiarotti (ITA) · Erkki Kerttula (FIN) · Oswald Zappelli (SUI) · Carl Forssell (SWE) · Carlo Pavesi (ITA) · Sven Fahlman (SWE) · Émile Gretsch (LUX) · René Dybker (DEN) · Álvaro Mário Mourão (POR) · 1-8 | 10.      | kiesett | kiesett |
| François Heywaert                                                                                          | Kard, egyéni      | Ivan Manayenko (URS) · Jerzy Pawłowski (POL) · Raimondo Carnera (DEN) · Ernst Rau (SAA) · John Fethers (AUS) · Rafael Cámara (MEX) · Gustavo Gutiérrez (VEN) · 5-1 (14)    | 1.**       | Berczelly Tibor (HUN) · Heinz Lechner (AUT) · Ilie Tudor (ROU) · Boris Belyakov (URS) · Jean-François Tournon (FRA) · Otto Greter (SUI) · Raimondo Carnera (DEN) · 4-3 (25)                   | 4.         | Jacques Lefèvre (FRA) · Werner Plattner (AUT) · Berczelly Tibor (HUN) · Adalbert Gurath (ROU) · Leszek Suski (POL) · 1-4 (22)                                                                                        | 6.       | kiesett | kiesett |
| Marcel Van Der Auwera                                                                                      | Kard, egyéni      | Ilie Tudor (ROU) · Henry Nordin (SWE) · Jules Amez-Droz (SUI) · Richard Liebscher (GER) · Edmundo López (VEN) · Eduardo López (GUA) · Günther Knödler (SAA) · 5-2 (18)     | 1.*        | Vincenzo Pinton (ITA) · Jean Levavasseur (FRA) · Joe de Capriles (USA) · Daniel Sande (ARG) · William Beatley (GBR) · Ion Santo (ROU) · Willy Fascher (GER) · 3-3 (22)                        | 5.         | kiesett | kiesett  | kiesett | kiesett |
| Pierre Van Houdt André Verhalle Alex Bourgeois Paul Valcke Édouard Yves Gustave Ballister                  | Tőr, csapat       | Saar-vidék (SAA) · 9-3 | 2.         | Nagy-Britannia (GBR) · 9-7 | 2.         | Magyarország (HUN) · 5-11 · Olaszország (ITA) · 1-9 | 3.       | kiesett | kiesett |
| Ghislain Delaunois Jean-Baptiste Maquet Albert Bernard Robert Henrion Paul Valcke                          | Párbajtőr, csapat | Portugália (POR) · 9-6 · Venezuela (VEN) · 11-4 | 1.         | Olaszország (ITA) · 1-8 · Svájc (SUI) · 7-7 | 3.         | kiesett | kiesett  | kiesett | kiesett |
| Marcel Van Der Auwera Gustave Ballister François Heywaert Robert Bayot Georges de Bourguignon Édouard Yves | Kard, csapat      | Szovjetunió (URS) · 9-2 | 1.         | Egyiptom (EGY) · 9-5 | 1.*        | Magyarország (HUN) · 3-13 · Franciaország (FRA) · 6-7 · Ausztria (AUT) · 7-9 | 4.       | kiesett | kiesett |

* - egy másik versenyzővel/csapattal azonos eredményt ért el

** - két másik versenyzővel azonos eredményt ért el

## Vízilabda
- Théo-Léo de Smet
- Alphonse Martin
- Jozef Smits
- André Laurent
- Marcel Heyninck
- Roland Sierens
- Johan Van Den Steen
- François Maesschalck
- Georges Leenheere
- Joseph Reynders

### Eredmények
1. forduló
| 1952. július 25. | Belgium (BEL) | 6 – 5 | Dél-afrikai Unió |  |
| 1952. július 25. | (4 – 3)       |       |                  |  |
| 1952. július 25. |               |       |                  |  |

D csoport
| Csapat           | JM | GY | D | V | LG | KG | GK  | PT |
| ---------------- | -- | -- | - | - | -- | -- | --- | -- |
| Belgium          | 3  | 3  | 0 | 0 | 12 | 5  | +7  | 6  |
| Spanyolország    | 3  | 2  | 0 | 1 | 13 | 10 | +3  | 4  |
| Dél-afrikai Unió | 3  | 1  | 0 | 2 | 10 | 9  | +1  | 2  |
| Brazília         | 3  | 0  | 0 | 3 | 7  | 18 | -11 | 0  |

| 1952. július 26. | Belgium (BEL) | 5 – 4 | Spanyolország |  |
| 1952. július 26. | (3 – 2)       |       |               |  |
| 1952. július 26. |               |       |               |  |

| 1952. július 27. | Belgium (BEL) | 3 – 1 | Brazília |  |
| 1952. július 27. | (1 – 0)       |       |          |  |
| 1952. július 27. |               |       |          |  |

| 1952. július 28. | Belgium (BEL) | 4 – 0 | Dél-afrikai Unió |  |
| 1952. július 28. | (2 – 0)       |       |                  |  |
| 1952. július 28. |               |       |                  |  |

Középdöntő
E csoport
| Csapat           | JM | GY | D | V | LG | KG | GK | PT |
| ---------------- | -- | -- | - | - | -- | -- | -- | -- |
| Olaszország      | 3  | 3  | 0 | 0 | 13 | 6  | +7 | 6  |
| Egyesült Államok | 3  | 2  | 0 | 1 | 14 | 11 | +3 | 4  |
| Belgium          | 3  | 1  | 0 | 2 | 8  | 13 | -5 | 2  |
| Spanyolország    | 3  | 0  | 0 | 3 | 9  | 14 | -5 | 0  |

| 1952. július 30. | Egyesült Államok (USA) | 4 – 2 | Belgium |  |
| 1952. július 30. | (4 – 1)                |       |         |  |
| 1952. július 30. |                        |       |         |  |

| 1952. július 31. | Olaszország (ITA) | 5 – 1 | Belgium |  |
| 1952. július 31. | (2 – 0)           |       |         |  |
| 1952. július 31. |                   |       |         |  |

Az 5–8. helyért
| Csapat        | JM | GY | D | V | LG | KG | GK  | PT |
| ------------- | -- | -- | - | - | -- | -- | --- | -- |
| Hollandia     | 3  | 3  | 0 | 0 | 16 | 6  | +10 | 6  |
| Belgium       | 3  | 1  | 1 | 1 | 11 | 12 | -1  | 3  |
| Szovjetunió   | 3  | 1  | 1 | 1 | 9  | 10 | -1  | 3  |
| Spanyolország | 3  | 0  | 0 | 3 | 8  | 16 | -8  | 0  |

| 1952. augusztus 1. | Hollandia (NED) | 5 – 3 | Belgium |  |
| 1952. augusztus 1. | (2 – 2)         |       |         |  |
| 1952. augusztus 1. |                 |       |         |  |

| 1952. augusztus 2. | Belgium (BEL) | 3 – 3 | Szovjetunió |  |
| 1952. augusztus 2. | (2 – 3)       |       |             |  |
| 1952. augusztus 2. |               |       |             |  |

| Csapat  | Helyezés |
| ------- | -------- |
| Belgium | 6.       |